# GCW Zero

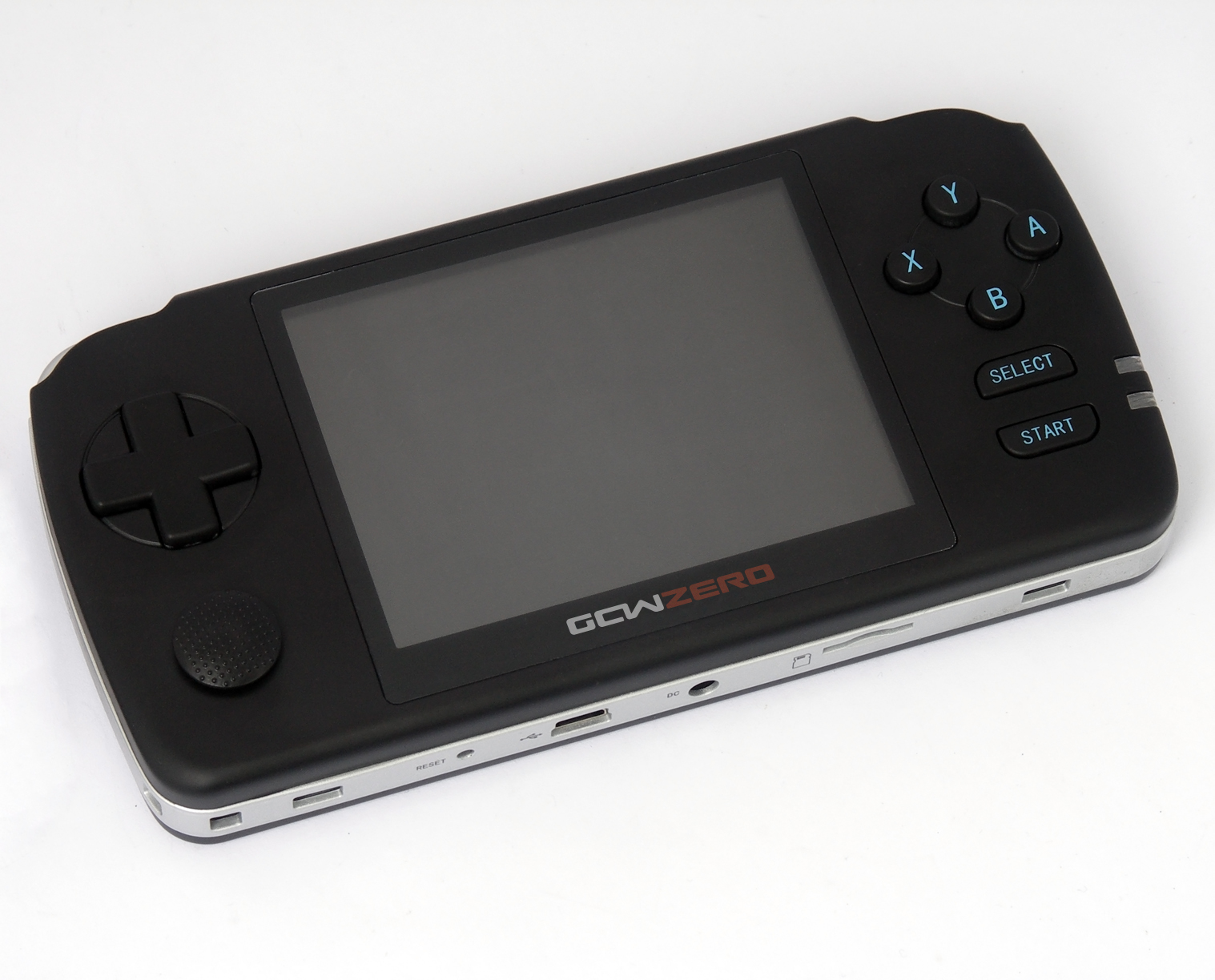

GCW Zero – przenośna konsola gier wideo bazująca na jądrze Linux, stworzona przez firmę Game Consoles Worldwide. Środki na stworzenie i wydanie konsoli zostały zebrane dzięki crowdfundingowi, kampania na serwisie kickstarter.com w dniu 29 stycznia 2013 roku przyniosła ponad 238 tysięcy dolarów.

## Koncepcja
GCW Zero przeznaczona jest dla projektów homebrew i indie, posiada także emulatory, dzięki którym można grać w tytuły z klasycznych konsol. Oprogramowanie konsoli jest w pełni wolne, jest dostępne dla każdego na serwisie GitHub.
Emulatory pozwalają na uruchamianie gier z konsol: Neo Geo, Sega Mega Drive, Sega Master System, Sega Game Gear, Nintendo Entertainment System, Super Nintendo Entertainment System, Gameboy, Gameboy Color, Gameboy Advance, Playstation i MSX. Poza tym konsola pozwala na uruchamianie gier z automatów.

## Edycja Specjalna
Przed przystąpieniem do kampanii na serwisie Kickstarter wydano 150 jednostek z edycji specjalnej. Konsola z edycji specjalnej różniła się od późniejszej wersji dwoma elementami posiadała 32GB pamięci i miała inne logo pod ekranem.

## Specyfikacja
Obie wersje konsoli posiadają poniższą specyfikację:
- Procesor Ingenic JZ4770 1 GHz
- GPU Vivante GC860
- Kolorowy ekran LCD 3,5 cala, 320x240 pikseli
- System operacyjny Linux 3.x (OpenDingux)
- RAM 512 MB DDR2
- Pamięć wewnętrzna 16 GB, 32GB w przypadku wersji specjalnej
- Obsługiwana pamięć zewnętrzna: karty micro SDHC do 32 GB, micro SDXC do 64 GB
- Port Mini USB 2.0
- Port Mini HDMI 1.3
- Port 3,5 mm mini jack
- Audio: głośniki, mikrofon
- Akcelerometr, wibracje
- Wi-Fi 802.11 b/g/n 2.4 GHz
- Wymiary 143 x 70 x 18 mm
- Waga 225 g
- Bateria 2200 mAh